# Luxiaria subgravata
Luxiaria subgravata är en fjärilsart som beskrevs av Louis Beethoven Prout 1932. Luxiaria subgravata ingår i släktet Luxiaria och familjen mätare. Inga underarter finns listade i Catalogue of Life.